# Chloroclystis catoglypta
Chloroclystis catoglypta là một loài bướm đêm trong họ Geometridae.